# Sarcophaga langi
Sarcophaga langi är en tvåvingeart som beskrevs av Charles Howard Curran 1934. Sarcophaga langi ingår i släktet Sarcophaga och familjen köttflugor. Inga underarter finns listade i Catalogue of Life.